# European Journal of Law and Economics
Das European Journal of Law and Economics (EJLE) ist eine wirtschafts- und rechtswissenschaftliche Fachzeitschrift, die Artikel zum Fachgebiet ökonomische Analyse des Rechts veröffentlicht. Sowohl Wirtschafts- als auch Rechtswissenschaftler veröffentlichen im European Journal of Law and Economics.

## Inhalte
Das European Journal of Law and Economics hat als Ziel, den wissenschaftlichen Austausch zwischen Rechts- und Wirtschaftswissenschaftlern zu fördern. Dazu veröffentlicht die Zeitschrift jährlich sechs Ausgaben, die sich dem Themengebiet ökonomische Analyse des Rechts widmen. Es werden sowohl theoretische als auch empirische Arbeiten zu allen Rechtsgebieten veröffentlicht.
Der Impact Factor des European Journal of Law and Economics lag im Jahr 2014 bei 0.225.

## Redaktion
Chefherausgeber des European Journal of Law and Economics ist Jürgen Backhaus. Mitherausgeber sind Giovanni Ramello und Alain Marciano.